# Titularbistum Mons in Numidia
Mons in Numidia (ital.: Monte di Numidia) ist ein Titularbistum der römisch-katholischen Kirche.
Die in Nordafrika gelegene Stadt war ein alter römischer Bischofssitz, der im 7. Jahrhundert mit der islamischen Expansion unterging. Er lag in der römischen Provinz Numidien.
| Titularbischöfe von Mons in Numidia |                           |                                                 |                   |                   |
| Nr.                                 | Name                      | Amt                                             | von               | bis               |
| 1                                   | Gregorio Modrego y Casaus | emeritierter Erzbischof von Barcelona (Spanien) | 7. Januar 1967    | 11. Dezember 1970 |
| 2                                   | Leonard James Crowley     | Weihbischof in Montréal (Kanada)                | 8. Februar 1971   | 15. März 2003     |
| 3                                   | Wojciech Polak            | Weihbischof in Gniezno (Polen)                  | 8. April 2003     | 17. Mai 2014      |
| 4                                   | Michael Yeung Ming-cheung | Weihbischof in Hongkong (Volksrepublik China)   | 11. Juli 2014     | 13. November 2016 |
| 5                                   | Geovane Luís da Silva     | Weihbischof in Belo Horizonte (Brasilien)       | 21. Dezember 2016 | 19. April 2023    |
| 6                                   | John Kiplimo Lelei        | Weihbischof in Eldoret (Kenia)                  | 27. März 2024     | 10. Juli 2025     |